# Superpartner
Een  superpartner (of sparticle) is een hypothetisch elementair deeltje. Het woord superpartner is een samenstelling van de woorden supersymmetrie en partner.

## Superpartner
Volgens de theorie van supersymmetrie, zou elke fermion een partner boson moeten hebben, en omgekeerd. Supersymmetrie voorspelt dat een deeltje en zijn superpartner dezelfde massa zouden hebben. Er is nog geen enkele superpartner van een deeltje uit het standaardmodel gevonden.
In de uitgebreide supersymmetrie kan er meer dan 1 superdeeltje voor een bepaald deeltje zijn. Bijvoorbeeld met twee exemplaren van supersymmetrie in vier dimensies, zou een foton twee fermionen superpartners en een scalaire superpartner kunnen hebben.

## Superpartners creëren
Als de supersymmetrietheorie juist is, zou het mogelijk zijn om deze deeltjes te creëren. Maar dat zal niet makkelijk zijn want de theorie geeft geen voorspelling van de massa van deze deeltjes; die kan duizend keer groter zijn dan hun overeenkomende deeltjes.
Tot nu toe zijn er nog geen deeltjesversnellers die genoeg energie konden creëren voor de vorming van superpartners; ook met de Large Hadron Collider van CERN is dat niet gelukt.
Het antwoord van de theoretici is telkens dat er bij hogere energieën moet worden gekeken.